# Tyran de Porto Rico
Myiarchus antillarum
Espèce
Statut de conservation UICN

 LC  : Préoccupation mineure
Le Tyran de Porto Rico (Myiarchus antillarum) est une espèce de passereau de la  famille des Tyrannidae.

## Répartition
Il est endémique de l’archipel de Porto Rico.

## Sources
- (en) Cet article est partiellement ou en totalité issu de l’article de Wikipédia en anglais intitulé « Puerto Rican Flycatcher » (voir la liste des auteurs).